# Croatian Bol Ladies Open 1996
Il Croatian Bol Ladies Open 1996 è stato un torneo di tennis giocato sulla terra rossa. È stata la 3ª edizione del torneo, che fa parte della categoria Tier IV nell'ambito del WTA Tour 1996. Si è giocato a Bol in Croazia, dal 29 aprile al 5 maggio 1996.

## Campionesse

### Singolare
Gloria Pizzichini ha battuto in finale  Silvija Talaja con il punteggio di 6–0, 6–2.

### Doppio
Laura Montalvo /  Paola Suárez hanno battuto in finale  Alexia Dechaume-Balleret /  Alexandra Fusai con il punteggio di 6–7, 6–3, 6–4.